# Arroyo Mandisoví Grande
Arroyo Mandisoví Grande är ett periodiskt vattendrag  i Argentina.   Det ligger i provinsen Corrientes, i den nordöstra delen av landet, 400 kilometer norr om huvudstaden Buenos Aires.
Omgivningen kring Arroyo Mandisoví Grande är det glesbefolkad, med 9 invånare per kvadratkilometer.